# Giao tiếp với động vật

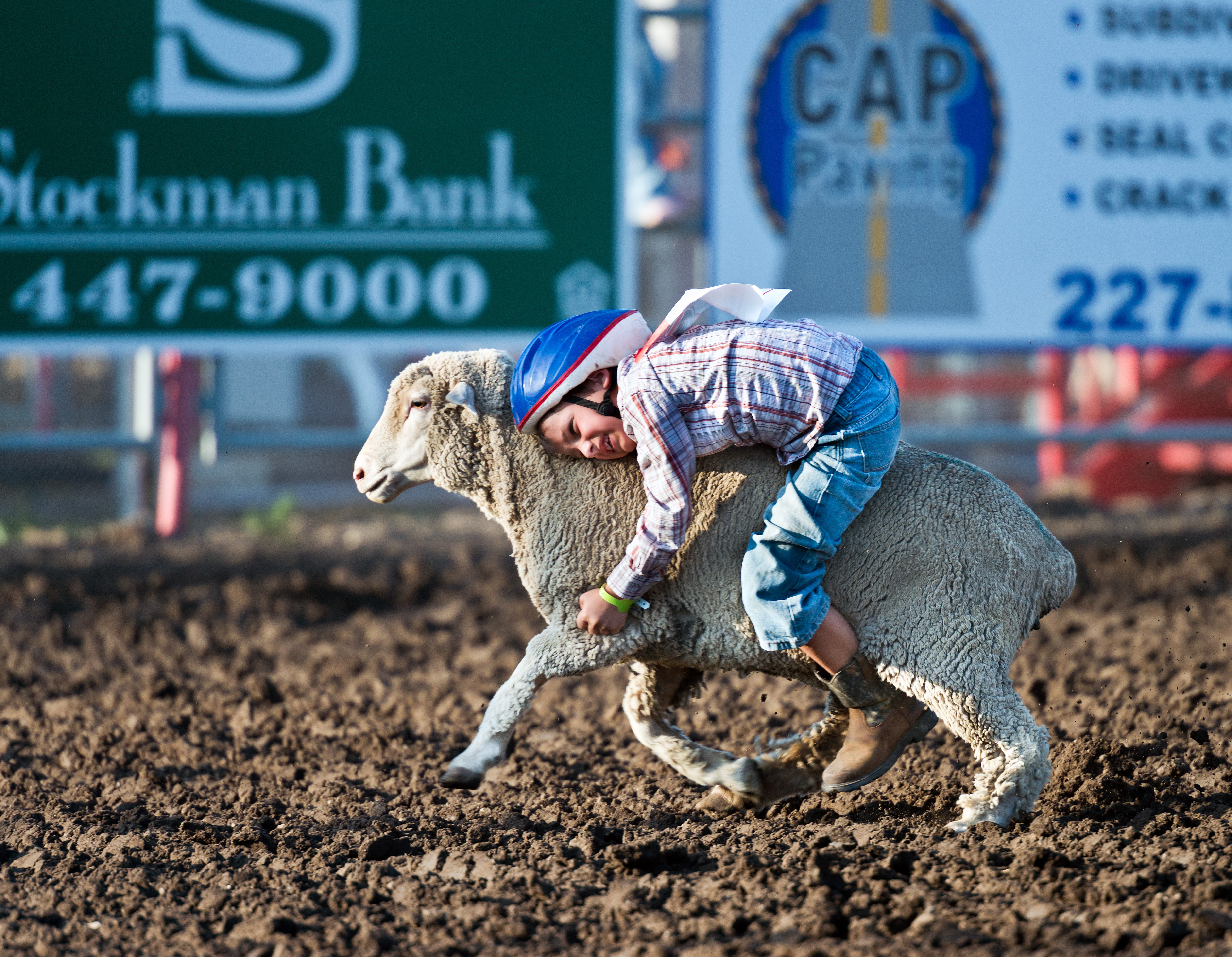
Một đứa trẻ và chú cừu, có thể thấy cả hai như đang giao tiếp phi ngôn ngữ

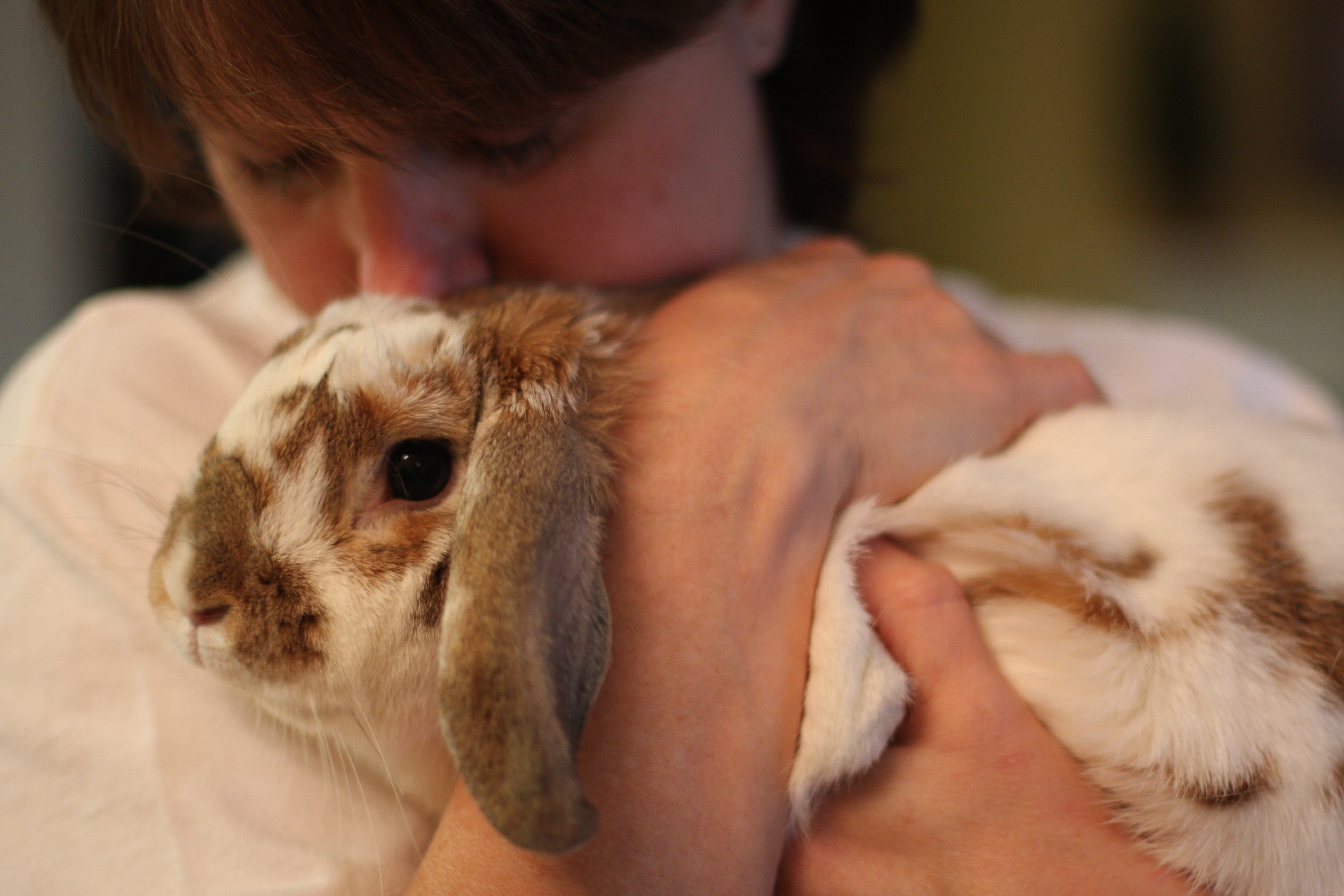
Một người chủ đang giao tiếp với con thỏ cưng của mình thông qua cử chỉ âu yếm, đây là giao tiếp phi ngôn ngữ giữa người và loài vật

Giao tiếp giữa người với động vật (Human–animal communication) hay còn gọi là giao tiếp với loài vật là sự giao tiếp được quan sát giữa con người và các động vật khác thông qua các hình thức phong phú, đa dạng từ các tín hiệu phi ngôn ngữ và cách phát âm cho đến việc sử dụng ngôn ngữ. Việc giao tiếp với động vật của con người có thể được quan sát trong cuộc sống hàng ngày, rõ nhất là các tương tác giữa vật nuôi, thú cưng và chủ sở hữu của chúng. Hoạt động này có thể nói gọn là việc trò chuyện với loài vật.

## Các hình thức
Việc giao tiếp giữa chủ và vật nuôi phản ánh một hình thức nói hay ra lệnh trong khi không nhất thiết phải đối thoại bằng lời nói. Một con chó khi chủ bị la, mắng, quát, nạt là nó sẽ có thể nắm bắt thông điệp bằng cách giải mã các tín hiệu như ý muốn của người chủ, giọng nói và ngôn ngữ cơ thể, trong trường hợp này, việc giao tiếp này là hai chiều, vì chủ sở hữu có thể học cách nhận ra sự khác biệt tinh tế giữa tiếng sủa và tiếng meo meo, và có một sự khác biệt rõ ràng giữa tiếng sủa của một con chó giận dữ bảo vệ nhà của nó và tiếng sủa vui vẻ của cùng một con vật khi vui chơi, nô đùa. Trong môn cưỡi ngựa, giao tiếp (thường là phi ngôn ngữ) cũng có ý nghĩa đối với phần thi cưỡi ngựa trình diễn (dressage) khi nài ngựa và con ngựa cùng hiểu nhau để hoàn thành vở diễn.
Một nghiên cứu khoa học đã phát hiện ra rằng 30 loài chim và 29 loài động vật có chung kiểu truyền tải một cách nhanh chóng, thường xuyên, liên tục trong các thông điệp cơ bản vì vậy con người và 59 loài đó có thể hiểu nhau khi chúng biểu lộ sự gây hấn, thù ghét, thích thú, dễ gần, dễ mến, khuất phục và sợ hãi. Con người huấn luyện động vật phản ứng cụ thể cho các điều kiện hoặc kích thích cụ thể thông qua cơ chế phản xạ có điều kiện. Trong quá trình huấn luyện, dạy dỗ thì con người truyền đạt mong muốn của họ với sự củng cố tích cực hoặc tiêu cực (cơ chế thưởng phạt). Sau khi huấn luyện xong, con người giao tiếp bằng cách đưa ra tín hiệu bằng lời nói, tiếng huýt sáo, cử chỉ, ngôn ngữ cơ thể để chúng phải làm theo ý mình. Người chăn cừu đã phát triển các hiệu lệnh chi tiết để báo cho con chó biết khi nào nên di chuyển, dừng lại, dồn gia súc hoặc tách chúng ra.

## Ghi nhận
Loài tinh tinh được biết đến là động vật thông minh và có khả năng giao tiếp xã hội tốt, cho dù là giao tiếp với đồng loại hay con người, với con người, chúng có thể tạo ra ít nhất 32 âm thanh với ý nghĩa riêng biệt đối với con người. Các loài hắc tinh tinh, tinh tinh lùn, khỉ đột và đười ươi đã sử dụng ngôn ngữ ký hiệu, mã thông báo vật lý, bàn phím và màn hình cảm ứng để giao tiếp với con người trong nhiều nghiên cứu. Nghiên cứu cho thấy chúng có thể hiểu nhiều tín hiệu và tạo ra chúng để giao tiếp với con người. Khỉ đầu chó có thể học cách nhận biết trung bình 139 từ tiếng Anh 4 chữ cái (tối đa 308), mặc dù chúng không được dạy bất kỳ ý nghĩa nào để liên kết với các từ này với nhau.
Nhiều loài linh trưởng cũng đã được đào tạo để sử dụng màn hình cảm ứng để nói với một nhà nghiên cứu về sở thích âm nhạc của chúng. Ở Toronto, người ta có thí nghiệm bằng việc cho một con đười ươi thưởng thức những giai điệu trong hàng trăm bài hát theo thứ tự ngẫu nhiên, một đười ươi được tặng một đoạn 30 giây của một bài hát, và sau đó chọn giữa việc lặp lại đoạn đó hoặc 30 giây im lặng. Những con đười ươi khác nhau đã chọn phát lại từ 8% đến 48% các phân đoạn, và tất cả đều thể hiện sự nghiêm túc trong suốt các thử nghiệm. Trong một thí nghiệm khác, đười ươi không phân biệt âm nhạc được phát theo thứ tự ban đầu và âm nhạc được cắt thành các khoảng thời gian nửa giây được phát theo thứ tự ngẫu nhiên.
Người ta còn sử dụng những con chuột thợ cho việc dò mìn, đó là dự án APOPO bằng việc huấn luyện và dùng chuột khi dò mìn, những chú chuột chạy dọc theo dây của người điều khiển, khi chúng ngửi thấy mìn, chúng dừng lại, hít đất và bắt đầu đào. Những dấu hiệu này chỉ cho các nhân viên thấy chú chuột đã tìm được mìn hay một vài ngòi nổ cần được tháo. Các chuyên gia sẽ huấn luyện cho chuột kỹ năng đánh hơi và cào đất khi tìm thấy mìn. Nếu phát hiện vị trí nguy hiểm, chúng sẽ được thưởng chuối hoặc thức ăn. Ngoài ra, người ta còn dùng loài chuột này để kiểm tra bệnh lao thông qua việc cho chuột tương tác với bệnh nhân. Một số loài chuột như Rattus norvegicus còn được dạy để phân biệt và phản ứng khác nhau với khuôn mặt khác nhau của con người.